# Deriba Merga
Deriba Merga (Nekemte, 26 ottobre 1980) è un maratoneta etiope, piazzatosi quarto ai Giochi olimpici di Pechino 2008.

## Palmarès
| Anno | Manifestazione  | Sede    | Evento   | Risultato | Prestazione | Note |
| ---- | --------------- | ------- | -------- | --------- | ----------- | ---- |
| 2008 | Giochi olimpici | Pechino | Maratona | 4º        | 2h10'21"    |      |
| 2009 | Mondiali        | Berlino | Maratona | dnf       | dnf         |      |

## Altre competizioni internazionali
2006
- Oro alla Mezza maratona di Parigi ( Parigi) - 1h00'45"
- Oro alla Montferland Run ( 's-Heerenberg) - 42'48"
- Oro alla Great Ethiopian Run ( Addis Abeba) - 28'18"

2008
- Oro alla Mezza maratona di Delhi ( Delhi) - 59'15"

2009
- Oro alla Mezza maratona di Delhi ( Delhi) - 59'54"
- Oro alla Maratona di Boston ( Boston) - 2h08'42"
- Oro alla Maratona di Houston ( Houston) - 2h07'52"
- Oro alla World 10K Bangalore ( Bangalore) - 28'13"

2010
- Oro alla Bogotá Half Marathon ( Bogotà) - 1h02'31"

2012
- Argento alla New York City Half Marathon ( New York)
- 10º alla Shanghai Marathon ( Shanghai) - 2h21'14"

2013
- Argento alla Houston Half Marathon ( Houston)